# 麻衣 (モデル)
麻衣（まい、1980年6月30日 - ）は、福島県福島市出身のモデル。仙台市にあるモデル事務所のファッションスタジオ所属。東京在住。

## 略歴
- 福島県立福島商業高等学校卒業[要出典]。
- 高校卒業後、仙台に移ってMOCプランニングに所属しモデル活動を開始した。
- 2001年（平成13年）、仙川明（せんかわめい）としてサントリー「マグナムドライ」キャンペーンガールに選ばれ、東京のトッププロデュースに所属[1]。
- のちに東京のテンカラットに所属し、望月 麻衣（もちづき まい）と名乗る。
- 2007年（平成19年）、家庭の事情で東京から仙台に拠点を移し、仙台のファッションスタジオに所属した。これ以降、芸名を麻衣としている。
- 2007年（平成19年）11月1日からブログを始めた。
- 2009年（平成21年）2月28日に東京に居を移した。今後は、東京と仙台を拠点にして活動する予定[2]。
- 2009年12月31日付の本人ブログで、その前月（11月）に結婚式を挙げた事を報告している[3]。

## 人物
- 趣味・特技は、パン作り・水泳・音楽鑑賞・散歩・キャンプ。パンについては師範免許（パン製造技能士のことか?）を取得している。
- 中学時代には水泳（平泳ぎ）で東北大会の決勝まで上り詰めた経験がある。高校時代も水泳部に所属。
- 9歳年下の弟がいる。
- ブログでは、福島弁を中心に、各地の方言を取り入れた独特な言い回しの文章を用いている。
- お笑いタレントの元チェリー☆パイ・大湯みほ（仙台市出身）と親友である。
- 仙台でのお気に入りの場所は榴岡公園。

## 出演
「仙川明」名義
- サントリー「マグナムドライ」キャンペーンガール
- mAg（S-PALコミュニケーションマガジン）創刊号
- DVD『ファイブスター ～ mei-be#tomorrow』（2001年11月21日発売）

「望月麻衣」名義
- 写真集『mai』（2003年9月19日発売）
- TBS系ドラマ『マンハッタンラブストーリー』
- ショートムービー『OUT THE POOL』（篠原哲雄監督）
- 映画『姦C（かしましい）』（2007年公開）

「麻衣」名義
- 宮城蔵王えぼしスキー場（2007-2008シーズン）
- 仙台コレクション
- 映画『ゴールデンスランバー』（2010年公開）（中村義洋監督）ウエイトレス役